# Oedothorax simianensis
Espèce
Oedothorax simianensis est une espèce d'araignées aranéomorphes de la famille des Linyphiidae.

## Distribution
Cette espèce est endémique de Chongqing en Chine,. Elle se rencontre dans le district de Jiangjin.

## Description
Le mâle holotype mesure 2,09 mm.

## Systématique et taxinomie
Cette espèce a été décrite par Irfan, Zhang, Cai et Zhang en 2025.

## Étymologie
Son nom d'espèce, composé de simian et du suffixe latin -ensis, « qui vit dans, qui habite », lui a été donné en référence au lieu de sa découverte, la réserve naturelle du mont Simian.

## Publication originale
- Irfan, Zhang, Cai & Zhang, 2025 : « Four new species of Linyphiidae spiders (Arachnida: Araneae) from Jiangjin District of Chongqing, China. » Zootaxa, no 5647(5), p. 435-450.